# Masugnsgrundet
Masugnsgrundet este o arie protejată (arie specială de conservare — SAC, sit de importanță comunitară — SCI) din Suedia întinsă pe o suprafață de 13,2 ha, integral pe uscat.

## Localizare
Centrul sitului Masugnsgrundet este situat la coordonatele 62°32′57″N 17°23′21″E / 62.5492°N 17.3892°E.

## Înființare
Situl Masugnsgrundet a fost declarat sit de importanță comunitară în aprilie 2004 pentru a proteja 1 specie de plante. Situl a fost protejat și ca arie specială de conservare în martie 2011.

## Biodiversitate
Situată în ecoregiunea boreală, aria protejată conține 3 habitate naturale: Pajiști aluvionare boreale nordice, Păduri caducifoliate de mlaștină fino-scandinave, Păduri aluvionare cu Alnus glutinosa și Fraxinus excelsior (Alno-Padion, Alnion incanae, Salicion albae).
La baza desemnării sitului se află o specie protejată de  plante: Cinna latifolia.